# Diocèse de Corpus Christi
Le diocèse de Corpus Christi (en latin : Dioecesis Corporis Christi) est un territoire ecclésiastique de l'Église catholique romaine aux États-Unis qui a son siège à la cathédrale de Corpus Christi.

## Territoire
Le diocèse s'étend sur onze comtés du Texas du Sud.

## Historique
Le 28 août 1874, le pape Pie IX crée dans le Sud du Texas le vicariat apostolique de Brownsville, dont le siège est peu après établi à Corpus Christi puis transféré à Laredo en 1890 par Mgr Verdaguer. Il est érigé en diocèse de Corpus Christi le 23 mars 1912 par le pape Pie X. 
Le 10 juillet 1965, son territoire est partagé pour donner naissance au diocèse de Brownsville. Il perd encore des parties de son territoire le 13 avril 1982 lors de l'érection du diocèse de Victoria puis le 3 juillet 2000 au bénéfice du nouveau diocèse de Laredo. 
Enfin, le 29 décembre 2004, le diocèse de Corpus Christi passe de la province ecclésiastique de San Antonio à celle de Galveston-Houston.

## Source
- (en) Le diocèse de Corpus Christi sur catholic-hierarchy.org

## Voir également